# Finlande au Concours Eurovision de la chanson 1966
La Finlande a participé au Concours Eurovision de la chanson 1966 le 5 mars à Luxembourg. C'est la 6e participation de la Finlande au Concours Eurovision de la chanson.
Le pays est représenté par la chanteuse Ann Christine et la chanson Playboy, sélectionnées par YLE au moyen d'une finale nationale.

## Sélection

### Euroviisut 1966
Le radiodiffuseur finlandais Yleisradio (YLE) organise l'édition 1966 de la finale nationale Euroviisut afin de sélectionner l'artiste et la chanson représentant la Finlande au Concours Eurovision de la chanson 1966.
La finale nationale finlandaise, présentée par Tuula Ignatius (fi) et Risto Vanari (fi), a lieu le 22 janvier 1966 aux studios YLE d'Helsinki.

#### Finale
Neuf chansons ont participé à cette sélection et sont toutes interprétées en finnois, langue officielle de la Finlande.
Lors de cette sélection, c'est la chanson Playboy interprétée par Ann Christine qui fut choisie. Le chef d'orchestre sélectionné pour la Finlande à l'Eurovision 1966 est Ossi Runne (en).

## À l'Eurovision
Chaque jury national attribue un, trois ou cinq points à ses trois chansons préférées.

### Points attribués par la Finlande
| 5 points | Suède       |
| 3 points | Danemark    |
| 1 point  | Yougoslavie |

### Points attribués à la Finlande
| 5 points | 3 points             | 1 point    |
| -------- | -------------------- | ---------- |
|          | - Danemark - Norvège | - Pays-Bas |

Ann Christine interprète Playboy en septième position lors de la soirée du concours, suivant la Norvège et précédant le Portugal.
Au terme du vote final, la Finlande termine 10e — à égalité avec l'Allemagne et le Luxembourg — sur les 18 pays participants, ayant reçu 7 points,.